# Supercoupe d'Allemagne de football 2025
L'édition 2025 de la Supercoupe d'Allemagne de football est la 25e édition de la Supercoupe d'Allemagne de football et se déroule le 16 août 2025 à la MHPArena de Stuttgart, en Allemagne.
Les règles du match sont les suivantes : la durée de la rencontre est de 90 minutes puis en cas de match nul, une séance de prolongation de 30 minutes est jouée, si le score est toujours nul il y aura une séance de tirs au but pour départager les équipes.
Cinq remplacements sont autorisés pour chaque équipe.
Le match oppose le VfB Stuttgart, vainqueur de la Coupe d'Allemagne 2024-2025 au Bayern Munich, vainqueur du Championnat d'Allemagne 2024-2025. Il s'agit de la première édition nommée en l'honneur de Franz Beckenbauer.
La rencontre est remportée par le Bayern Munich qui s'impose par 2 buts à 1, Harry Kane et Luis Díaz marquant pour les Bavarois, Jamie Leweling réduisant l'écart pour Stuttgart.

## Feuille de match
| Samedi 16 août 2025 | VfB Stuttgart  | 1 - 2   | Bayern Munich       | MHPArena, Stuttgart, Allemagne                    |                                                   |
| 20 h 30 CEST        | Leweling 90+3e | (0 - 1) | 18e Kane · 77e Díaz | Spectateurs : 60 000 Arbitrage : Harm Osmers (en) | Spectateurs : 60 000 Arbitrage : Harm Osmers (en) |
| 20 h 30 CEST        | Rapport        |         |                     | Spectateurs : 60 000 Arbitrage : Harm Osmers (en) | Spectateurs : 60 000 Arbitrage : Harm Osmers (en) |